# 巴赫穆特区
巴赫穆特区（羅馬化：Bakhmutskyi raion）是乌克兰顿涅茨克州东北部的一个区，行政中心为巴赫穆特。该区面积为1,747.6平方公里，2021年统计人口数量约为224,528人（2021年估计）。

## 历史
该区创建于1923年。1924年更名为阿尔乔莫夫斯克区。由于顿巴斯战争，三个较小的城镇从叶纳基耶韦市镇转移到阿尔乔莫夫斯克区，这三个城镇为武赫莱希尔斯克、奧利霍瓦特卡和布拉溫斯克。2016年2月4日，乌克兰最高拉达根据去共化法律恢复原名巴赫穆特区。
2020年7月18日乌克兰实施了行政区划改革，顿涅茨克州的区份数量减至为8个，当中5个在乌克兰政府的实际管辖之下。巴赫穆特区的辖区面积显著扩大。改革前巴赫穆特区的人口数量约为105,040人。

## 行政区划
巴赫穆特区下分为7个市镇：
- 巴赫穆特市镇（市级）
- 斯维特洛达尔斯克市镇（市级）
- 锡韦尔斯克市镇（市级）
- 索莱达尔市镇（市级）
- 托雷茨克市镇（市级）
- 恰西夫亚尔市镇（市级）
- 兹瓦尼夫卡市镇（乡级）

## 人口
根据2001年乌克兰人口普查：
民族成分：
- 乌克兰族：78.7%
- 俄罗斯族：18.4%
- 白俄罗斯族：0.7%
- 土耳其族：0.6%
- 亚美尼亚族：0.2%